# Сводная кавалерийская дивизия 5-й армии Восточного фронта
Сводная кавалерийская дивизия 5-й армии Восточного фронта — соединение кавалерии РККА, созданное во время Гражданской войны в России 1918—1920 годов. Являлось маневренным средством в руках фронтового и армейского командования для решения оперативных и тактических задач.

## Командный состав Сводной кавалерийской дивизии5-й армииВосточного фронта
Сводная кавалерийская дивизия 5-й армии Восточного фронта

### Начальник
- Соколовский Василий Данилович — с 19 июля 1919 года по 7 августа 1919 года[1]

### Военком
- Поспелов Сергей — с 19 июля 1919 года по 7 августа 1919 года[1]

### Начальник штаба
- Пинко Арнольд — с 19 июля 1919 года по 7 августа 1919 года[1]